# Pili Peña
María del Pilar "Pili" Peña Carrasco (Madrid, 4 de abril de 1986) é uma jogadora de polo aquático espanhola, campeã olímpica.

## Carreira
Ela nasceu em Madrid, e jogou pelo Club Natación Ondarreta Alcorcón, que venceu o campeonato espanhol em 2006, e a copa da Espanha em 2006 e 2007.
Peña disputou quatro edições de Jogos Olímpicos pela Espanha: 2012, 2016, 2020, 2024. Ela conseguiu a medalha de prata obtida nos Jogos de Londres, em 2012, e de Tóquio, em 2020. Nos Jogos Olímpicos de Verão de 2024, em Paris, conquistou a medalha de ouro no torneio feminino do polo aquático, após vencer confronto na final contra a equipe australiana por 11–9.